# 格洛丽亚·阿尔瓦雷斯
格洛丽亚·阿尔瓦雷斯·克罗斯（西班牙語：Gloria Álvarez Cross，1985年3月9日—）是危地马拉广播电视节目主持人、作家和自由意志主义政治评论员。她是危地马拉“荣耀星期五”（Viernes de Gloria）电台节目的主持人。阿尔瓦雷斯还是危地马拉全国公民运动的项目主任，该组织倡导参与危地马拉的国家政治。她还为大众读者出版了政治相关话题的书籍。

## 早年生活和教育
格洛丽亚·艾薇特·阿尔瓦雷斯·克罗斯出生在危地马拉首都危地马拉城。她的母亲斯特拉·伊薇特·克罗斯·莱托纳是匈牙利人，她的父亲是古巴人何塞·曼努埃尔·阿尔瓦雷斯·托连特是一名营销员。阿尔瓦雷斯早在萨尔瓦多度过了几年，16岁后就一直留在危地马拉。她在弗朗西斯科·马罗昆大学获得了国际关系和政治学学士学位。随后，她在一系列机构攻读研究生。她拥有乔治城大学政治学和经济学的研究生学位、天主教鲁汶大学人类学和国际发展硕士学位、罗马大学应用人类学硕士学位以及危地马拉市政府学院公共管理硕士学位。她还曾在卡托研究所实习。阿尔瓦雷斯会说西班牙语、英语和意大利语。

## 职业生涯

### 媒体主持
2005年，19岁的阿尔瓦雷斯首次主持了一次广播节目，随后成为Los40的专业广播节目主持人。2014年，她在伊比利亚-美洲青年议会发表演讲后，受到了媒体的极大关注。她反对民粹主义的言论受到特别关注，阿尔瓦雷斯认为，民粹主义导致了许多拉美国家的政治不稳定。

### 写作
阿尔瓦雷斯在2016年与阿克塞尔·凯撒合著了她的第一本书，名为《民粹主义欺骗》（El Engaño Populata）。两位作者认为，一些类型的欺骗是左翼政客和团体推行民粹主义方案的核心，包括西班牙政党我们能和厄瓜多尔总统拉斐尔·科雷亚。他们用民粹主义这个词来形容包括社会主义在内的多种左派意识形态。他们声称，民粹主义思想的动机是蔑视个人自由，固守对受害者身份的自我认同，反对新自由主义，以及使用民主和平等主义言论来增加国家权力。这本书被智利国家电视台的阿尔弗雷多·乔尼昂痛斥为“无法承受的未毕业学术评审团”。
2017年，阿尔瓦雷斯写了一本名为《如何与进步人士交谈》（Cómo hablar con un progre）的书，2018年，她又写了一本续作《如何与保守人士交谈》（Cómo hablar con un conservador）。这两本书都是面向自由意志主义者的，旨在教会他们如何说服不同政治意识形态的人。

### 政治活动
阿尔瓦雷斯曾是全国公民运动的成员，但在2017年离开了该党，因为有人指控该党的负责人收到了不正当的报酬。她称，她离开该党是为了维护自己的政治原则。
2019年3月11日，阿尔瓦雷斯宣布她将在2019年危地马拉大选中竞选总统。不过，全国选举委员会拒绝了她的申请，因为她今年34岁，危地马拉总统候选人的最低要求年龄是40岁。她以一个正统的自由意志主义纲领竞选，并指出所有先前在危地马拉政坛上取得成功的女性都是社会主义者。阿尔瓦雷斯认为，民粹主义和社会主义政策历来是拉美民主崩溃的原因。她的提议包括削减政府开支，例如减少公务员队伍的规模，以及废除禁止同性伴侣收养等社会保守的法律，但她还提议为军队和警察部队提供大量资金。她建议的其他政策选择包括大麻合法化、堕胎、安乐死和卖淫。
她声称危地马拉内战期间没有发生种族灭绝。她的说法与真相与和解委员会的说法刚好相反。前总统里奥斯·蒙特在2013年被法院裁定犯有种族灭绝罪。